# Espai d'adreces

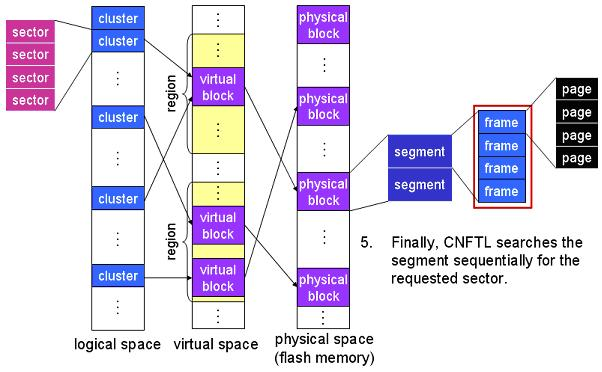
Il·lustració de la traducció de l'adreçament de blocs lògics a la geometria física

En informàtica, un espai d'adreces defineix un rang d'adreces discretes, cadascuna de les quals pot correspondre a un host de xarxa, dispositiu perifèric, sector de disc, una cèl·lula de memòria o una altra entitat lògica o física.
Perquè els programes de programari puguin desar i recuperar dades emmagatzemades, cada dada ha de tenir una adreça on es pugui localitzar. El nombre d'espais d'adreces disponibles depèn de l'estructura d'adreces subjacent, que normalment està limitada per l'arquitectura de l'ordinador que s'utilitza. Sovint, un espai d'adreces en un sistema amb memòria virtual correspon a una taula de traducció de nivell més alt, per exemple, una taula de segments a IBM System/370.
Els espais d'adreces es creen combinant prou qualificadors identificats de manera única per fer una adreça inequívoca dins de l'espai d'adreces. Per a l'adreça física d'una persona, l'espai d'adreces seria una combinació d'ubicacions, com ara un barri, un poble, una ciutat o un país. Alguns elements d'un espai d'adreces de dades poden ser els mateixos, però si algun element de l'adreça és diferent, les adreces d'aquest espai faran referència a entitats diferents. Per exemple, podria haver-hi diversos edificis a la mateixa adreça del "carrer principal, 32", però en diferents poblacions, cosa que demostra que diferents pobles tenen espais d'adreces diferents, encara que disposats de manera semblant.
Un espai d'adreces normalment proporciona (o permet) una partició a diverses regions segons l'estructura matemàtica que tingui. En el cas de l'ordre total, com per a les adreces de memòria, es tracta simplement de trossos. Igual que el disseny jeràrquic de les adreces postals, algunes jerarquies de dominis imbricats apareixen com un arbre ordenat dirigit, com ara amb el sistema de noms de domini o una estructura de directoris. A Internet, l'Internet Assigned Numbers Authority (IANA) assigna intervals d'adreces IP a diversos registres perquè cadascun pugui gestionar les seves parts de l'espai global d'adreces d'Internet.

## Exemples
Els usos de les adreces inclouen, entre d'altres, els següents:
- Adreces de memòria per a la memòria principal, E/S assignades amb memòria, així com per a la memòria virtual;
- Adreces de dispositiu en un bus d'expansió;
- Adreçament sectorial per a unitats de disc;
- Noms de fitxers en un volum determinat;
- Diversos tipus d'adreces d'amfitrió de xarxa en xarxes d'ordinadors;
- Localitzadors de recursos uniformes a Internet.

## Mapatge i traducció d'adreces

Relació entre l'espai d'adreces virtual i l'espai d'adreces física.

Una altra característica comuna dels espais d'adreces són els mapes i les traduccions, sovint formant nombroses capes. Això normalment vol dir que algunes adreces de nivell superior s'han de traduir a altres de nivell inferior d'alguna manera. Per exemple, un sistema de fitxers en un disc lògic funciona utilitzant números de sector lineal, que s'han de traduir a adreces de sector LBA absolutes, en casos simples, mitjançant l'addició de la primera adreça de sector de la partició. Aleshores, per a una unitat de disc connectada mitjançant Parallel ATA, cadascuna d'elles s'ha de convertir a l'adreça lògica del sector de la culata a causa de les deficiències històriques de la interfície. El controlador de disc torna a convertir-lo en LBA i, finalment, en números físics de cilindre, capçal i sector.
El sistema de noms de domini assigna els seus noms a i des d'adreces específiques de la xarxa (normalment adreces IP), que al seu torn es poden assignar a adreces de xarxa de capa d'enllaç mitjançant el protocol de resolució d'adreces. La traducció d'adreces de xarxa també es pot produir a la vora de diferents espais IP, com ara una xarxa d'àrea local i Internet.